# No te pago para que me pegues
«No te pago para que me pegues» o «Te pago para que me pegues» es una frase atribuida al entonces presidente de México José López Portillo. La frase es usada para ejemplificar el uso de la publicidad oficial en México como método de coerción y censura a los medios de comunicación de ese país.

## Contexto
El gobierno de México encabezado por Luis Echeverría Álvarez realizó distintas maniobras con el fin de intervenir el periódico Excélsior que bajo la dirección de Julio Scherer García mantenía una postura crítica hacia el poder ejecutivo. El desenlace de la intervención fue la crisis de Excélsior de 1976 que tuvo como consecuencia la salida de Scherer y su equipo del diario y que un tiempo después estos fundaran el semanario Proceso, que sostendría dicha postura.

## Descripción
Proceso sostendría una postura crítica hacia la gestión de José López Portillo, ocurrida de 1976 a 1982, particularmente en la última parte de esta entre otras razones por la grave crisis económica vivida en esos años. El entonces presidente determinaría hacer un boicot a Proceso, retirando la publicidad oficial del semanario así como influyendo en empresas que lo hacían para unirse a la maniobra. En una comida por el Día Mundial de la Libertad de Prensa el 7 de junio de 1982, el periodista Francisco Martínez de la Vega aludiría en su intervención la actitud hostil hacia los medios y al uso coercitivo de la publicidad. A ello López Portillo habría respondido:

¿Una empresa mercantil organizada como negocio profesional, tiene derecho a que el Estado le dé publicidad para que sistemáticamente se le oponga? Ésta, señores, es una relación perversa, una relación morbosa, una relación sadomasoquista que se aproxima a muchas perversidades que no menciono
aquí por respeto a la audiencia. Te pago para que me pegues. ¡Pues no faltaba más!
José López Portillo

La frase significaría que el dar publicidad oficial desde el poder ejecutivo («pagar») implicaba que los medios de comunicación no criticaran al presidente («no pegar»).
Durante las discusiones de la Ley General de Comunicación Social en 2015, un esfuerzo promovido con el fin de regular la publicidad oficial, la frase sería aludida tanto por organizaciones no gubernamentales como por legisladores de México.